# ロニー・ラドク
ロニー・ラドク（Ronnie Radke , 1983年12月15日 - ）は、ミュージシャン、シンガーソングライター。フォーリング・イン・リヴァースの結成メンバーであり現在は同バンドのリード・ボーカルを務めているほか、過去にはバンドのエスケイプ・ザ・フェイトを結成しボーカルを務めていた。また苗字の正しい発音はラドクではなく、ラドキーである。

## 逮捕歴
2006年、当時18歳だったマイケル・クック（Michael Allen Cook）という名の少年の射殺事件に関与したとして、ロニーが逮捕 / 起訴された。この事件は口論が発端となっており、その中でロニーは喧嘩の最中に少年に暴行を加えたとされ、そのため暴行罪で懲役2年（執行猶予付き）の有罪判決を言い渡され、2008年6月から刑務所に服役することになった。執行猶予付きになったのは、彼が当時アルコール中毒及び、麻薬中毒だったため、リハビリ施設へ通わなければならなかった為だとされている。彼の他に関与が明らかになっているのは、マイケルの兄弟とマーセル・コルキットらの2人。彼ら2人には殺人による有罪判決が言い渡されたが、2007年9月にマーセル・コルキットは自殺した。